# هاتشاكند درمانلو
هاتشاكند درمانلو (بالإنجليزية: Hachakand-e Darmanlu)‏ هي قرية تقع في أردبيل في إيران. يقدر عدد سكانها بـ 643 نسمة .